# Jérôme Cahuzac
Jérôme Cahuzac (ur. 19 czerwca 1952) – francuski polityk, lekarz i działacz samorządowy, parlamentarzysta, a także minister w rządach Jean-Marca Ayraulta. 
Cahuzac, z wykształcenia chirurg, zaczynał karierę lekarska jako kardiochirurg. Po okresie aktywności politycznej (w gabinecie Claude'a Évina od 1988 r.), wrócił do pracy w zawodzie, tym razem jako chirurg plastyczny, specjalista od przeszczepu włosów.  W 1997 zdecydował się na powrót do polityki, i otrzymał mandat poselski w Villeneuve-sur-Lot. Przez dwa lata, mimo że był socjalistą w momencie gdy większość parlamentarna była prawicowa, był prezydentem parlamentarnej komisji finansów (2010–2012). Po wyborach, które zagwarantowały socjalistom większość parlamentarną, został mianowany ministrem delegowanym do spraw budżetu.  
W grudniu 2012 roku, niezależna lewicowa strona internetowa Médiapart przedstawiła Cahuzacowi zarzuty posiadania nieopodatkowanego konta bankowego w Szwajcarii do 2010 roku (w tekście opublikowanym 4 grudnia 2012). Médiapart prawdopodobnie uzyskał informacje nt. kont Cahuzaca od jednego z prywatnych detektywów, których wynajęła jego żona, Patricia, przy okazji rozwodu w 2011. Cahuzac zaprzeczył publicznie temu zarzutowi i 6 grudnia złożył skargę o zniesławienie. 19 marca 2013 podał się do dymisji w związku z tym, że trybunał paryski rozpoczął w jego sprawie dochodzenie dotyczące  uchylania się od podatków – Cahuzac utrzymywał jednak, że jest niewinny. 2 kwietnia 2013 roku przyznał się na swoim blogu do posiadania od około 20 lat środków w wysokości 600 tys. euro na koncie za granicą i życia w „spirali kłamstwa”. Wyznanie to spowodowało kryzys polityczny we Francji.